# Distretto di Litoměřice

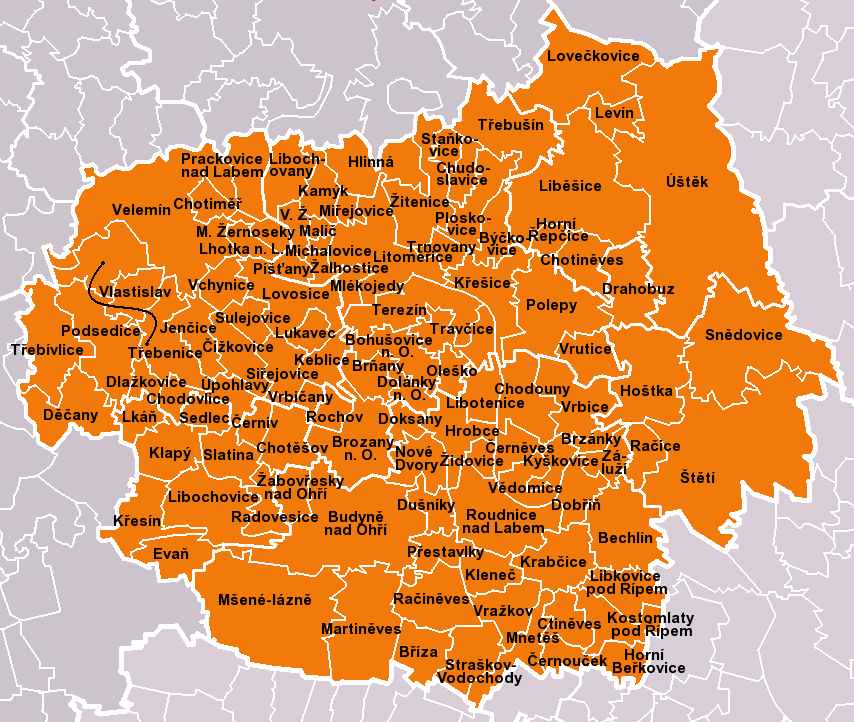
Comuni del distretto

Il distretto di Litoměřice (in ceco okres Litoměřice) è un distretto della Repubblica Ceca nella regione di Ústí nad Labem. Il capoluogo di distretto è la città di Litoměřice.

## Geografia antropica
Il distretto conta 105 comuni:

### Città
- Bohušovice nad Ohří
- Budyně nad Ohří
- Hoštka
- Libochovice
- Litoměřice
- Lovosice
- Roudnice nad Labem
- Štětí
- Terezín
- Třebenice
- Úštěk

### Comuni mercato
- Brozany nad Ohří
- Levín

### Comuni
- Bechlín
- Brňany
- Brzánky
- Bříza
- Býčkovice
- Chodouny
- Chodovlice
- Chotěšov
- Chotiměř
- Chotiněves
- Chudoslavice
- Ctiněves
- Černěves
- Černiv
- Černouček
- Čížkovice
- Děčany
- Dlažkovice
- Dobříň
- Doksany
- Dolánky nad Ohří
- Drahobuz
- Dušníky
- Evaň
- Hlinná
- Horní Beřkovice
- Horní Řepčice
- Hrobce
- Jenčice
- Kamýk
- Keblice
- Klapý
- Kleneč
- Kostomlaty pod Řípem
- Krabčice
- Křesín
- Křešice
- Kyškovice
- Lhotka nad Labem
- Liběšice
- Libkovice pod Řípem
- Libochovany
- Libotenice
- Lkáň
- Lovečkovice
- Lukavec
- Malé Žernoseky
- Malíč
- Martiněves
- Michalovice
- Miřejovice
- Mlékojedy
- Mnetěš
- Mšené-lázně
- Nové Dvory
- Oleško
- Píšťany
- Ploskovice
- Podsedice
- Polepy
- Prackovice nad Labem
- Přestavlky
- Račice
- Račiněves
- Radovesice
- Rochov
- Sedlec
- Siřejovice
- Slatina
- Snědovice
- Staňkovice
- Straškov-Vodochody
- Sulejovice
- Travčice
- Trnovany
- Třebívlice
- Třebušín
- Úpohlavy
- Vědomice
- Velemín
- Velké Žernoseky
- Vchynice
- Vlastislav
- Vražkov
- Vrbice
- Vrbičany
- Vrutice
- Záluží
- Žabovřesky nad Ohří
- Žalhostice
- Židovice
- Žitenice